# Ruj
Der Ruj (serb. Руј; bulg. Руй) (auch Ruy) ist ein 1706 m hoher Berg an der Grenze zwischen Serbien und Bulgarien, im Zentrum der Balkanhalbinsel. Auf seinem Gipfel steht der Grenzstein zwischen Serbien und Bulgarien. Am Nordosthang befindet sich eine Berghütte, die Хижа „Руй“, die durch die Grenznähe und ihre Lage in einem Sperrgebiet vor 1989 nur durch Angehörige der Grenztruppen sowie prominente Jäger besucht werden durfte.
An den Hängen des Ruj entspringen mehrere kleinere Wasserquellen, die kleine Bäche speisen. Für die anliegenden Dörfer werden von diesen Quellen aus Wasserleitungen angelegt, welche deren Haushalte mit Trinkwasser versorgen. Direkt an der Zufahrtsstraße zu dem Dorf Zabel befindet sich zum Beispiel eine antike Wasserstelle mit vier Ausflüssen, aus denen noch Trinkwasser fließt. Die antike Wasserleitung aus Keramikrohren hin zu dieser Wasserstelle ist zwar längst zerstört und deren Reste treten oberhalb des Dorfes bei Grabungen als Scherben zutage, jedoch wird diese Wasserstelle nun aus der kommunalen Wasserleitung versorgt.
Am Fuße des Ruj, oberhalb des Dorfes Zabel in den Obstwiesen sind die Grundmauern einer vormals römischen Festung zu besichtigen. Die Wiesen am Fuße des Ruj zeigen charakteristische flache Terrassenstufen, die auf eine frühere extensive Feldwirtschaft hinweisen und an deren Rändern wilde Zwetschgenbäume wachsen. Auf den Bergwiesen, die traditionell für Schafsweidung und die Sammlung von Heilkräutern genutzt wurden, sind noch Reste von Schützengräben aus dem Serbisch-Bulgarischen Krieg als flache Geländeunebenheiten erkennbar.

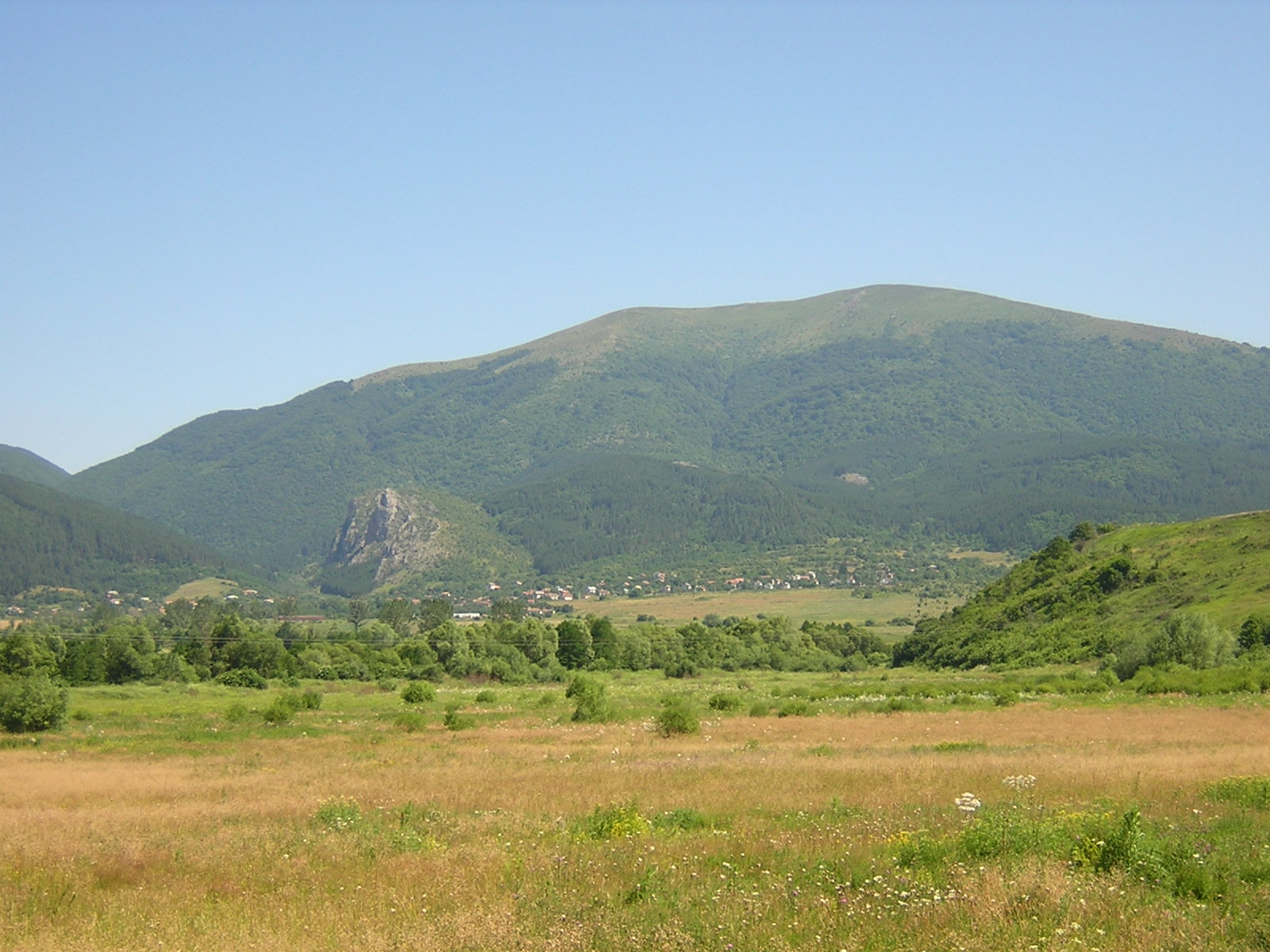
Erma Tal, von der Stadt Jarlovci/Jarlovo, Provinz Pernik, Bulgarien aus gesehen in Richtung Ruj